# Øjenvippe
Øjenvipperne er en af de ting der er til for at beskytte øjet.
Øjenvipperne er en række hår på øjenlåget, som er meget følsomme. De får øjet til at lukke sig ved den mindste berøring. 